# Alberto Larios Gaytán
Alberto Larios Gaytán fue un profesor y político mexicano, miembro del Partido Revolucionario Institucional. Fue presidente municipal de la ciudad de Manzanillo del estado de Colima en el periodo 1979 a 1981. Fue senador suplente de Jesús Robles Martínez en 1964. Ocupó el cargo de secretario general del SNTE a nivel nacional, además de ser en dicho momento el político colimense más cercano a Robles Martínez. 
Independientemente esto, Larios Gaytán no asumió la senaduría, misma que quedó vacante los seis años que con el apoyo del presidente de la República, le impidió llegar al Senado. Por tal motivo, se dio el desprendimiento de Larios Gaytán y la creación del grupo llamado "Manzanillo" y del que formaron parte Aquileo Díaz Virgen, Jorge Armando Gaytán Gudiño, Rogelio Rueda Preciado, Marcelino Bravo Jiménez, Leopoldo Casarrubias Carmona y Luis Arvizu, que con su periódico, el Panorama, apoyaba a dicho grupo. Luego al desprendimiento de Larios Gaytán, el político colimense más cercano a Robles Martínez fue Ramiro Santana Ugarte.